# マーケティング・コミュニケーション
マーケティング・コミュニケーションはロバート・F・ロータボーン等の提唱しているマーケティングミックスの4Cの一つでもあり、従来からある4Pのうちの「プロモーション」に対応している。従来の「プロモーション」は企業から消費者へ宣伝情報が一方的に流れると考えられるのに対して、「コミュニケーション」は企業と消費者の相互の情報伝達が行われることが特徴である。近年、広告媒体もテレビCM等を凌いでインターネットが大きくなり、双方向のコミュニケーション戦略が重要になってきている。
- マーケティング・コミュニケーションのツールには広告、販売促進、パブリック・リレーションズ、パブリシティ、人的販売、マーケティング情報、口コミ等がある。
- 統合マーケティングコミュニケーション（IMC）は今日、重要なカテゴリーとして日本広告学会全国大会でも3年連続統一テーマとして取り上げられた。

## 戦略の分類
- 人的コミュニケーション - 情報の乏しい消費者に対して、専門家や商品に詳しい他の消費者が情報や不満な点などを伝えることを言う。高単価な商品やサービスほど、このコミュニケーションの果たす役割が大きい。
- 非人的コミュニケーション - マスメディアやインターネット・デジタルサイネージによるより多数に対する情報のやりとりをいう。特にインターネットにおいては消費者が企業のWebサイトに苦情や改善点を含んだ情報を提供するという今までになかった情報の伝達方法が確立している。
- マーケティングツールとしてのインターネットは、顧客に直接リーチし、情報を提供し、ブランド・ロイヤルティを創造し、関係を構築するために使用することができる[1][2]。オンライン広告には、次のような要素が含まれる：ウェブサイトのバナーとしてのグラフィック、ポップアップ広告、ホームページのスタイリング変更、ビデオ[3]、アンカー取引（2つの組織間のコラボレーション）[4]。
- ソーシャルメディアは、従来の広告手段を超えた柔軟なコミュニケーション手段であり、ブランドは個人的または専門的にオーディエンスと交流することができる[5][6]。